# Distretto di Birim Nord
Il distretto di Birim Nord (ufficialmente Birim North District, in inglese) è un distretto della Regione Orientale del Ghana.